# 110 г. пр.н.е.
110 (сто и десета) година преди новата ера (пр.н.е.) е година от доюлианския (Помпилийски) римски календар.

## Събития

### В Римската република
- Консули са Марк Минуций Руф и Спурий Постумий Албин.
- Минуций Руф получава командването на войските в Македония, а Постимий Албин на тези в Нумидия.[1]
- Постумий Албин и брат му Авъл Албин издигат кандидатурата на Масива (братовчед на Югурта) за по-подходящ цар на Нумидия, но той е убит, което допълнително влошава отношенията между Рим и Югурта, продължавайки войната.[2]
- 1 май – триумф на Марк Ливий Друз за победа на скордиските.[3]

### В Азия
- Митридат VI изпраща своя генерал Диофант, начело на значителна армия, в Херсон, където води успешна кампания срещу скитите и завладява голяма част от Крим.[4]

### В Африка
- Бокх I става цар на Мавретания.

## Родени
- Тит Помпоний Атик, римски конник (умрял 32 г. пр.н.е.)
- Луций Юлий Цезар (консул 64 пр.н.е.),[notes 1] римски политик (умрял 43 г. пр.н.е.)
- Марк Петрей, римски конник (умрял 46 г. пр.н.е.)
- Клеопатра Понтийска, дъщеря на Митридат VI
- Филодем, древногръцки епикурейски философ и поет (умрял 35 г. пр.н.е.)

## Починали
- Панетий Родоски, философ стоик (роден 185 – 180 г. пр.н.е.)
- Клитомах, картагено-гръцки философ (роден 187 г. пр.н.е.)
- Масива, братовчед на Югурта

Бележки:
1. ↑  Годината е приблизителна. Предполагаемите години на раждане са между 110 и 108 г. пр.н.е.